# Phryganoporus melanopygus
Phryganoporus melanopygus är en spindelart som beskrevs av Gray 2002. Phryganoporus melanopygus ingår i släktet Phryganoporus och familjen Desidae.
Artens utbredningsområde är Western Australia. Inga underarter finns listade i Catalogue of Life.